# 福余衛
福余衛とは、14世紀から16世紀にかけてモンゴリア東南部で活動した遊牧部族で、朶顔衛・泰寧衛とともにウリヤンハイ三衛を構成した。モンゴル側からはオジェート(Öǰiyed)と呼ばれており、モンゴル年代記ではウリヤンハイ三衛を総称して山陽の六千オジェートと記している。
三衛の中では最も東に位置し、女直と隣接していた。後にオイラトのエセンの侵攻によって打撃を受け、後にホルチン部に吸収された。

## 名称
「福余」という名称はモンゴル語でFuyurと綴られており、金代の蒲与路(現代のチチハル市富裕県)、そこに位置する烏裕爾河／瑚裕爾河(フユル河)という河川に由来するものと推測されている。
福余衛を構成するオジェート部は三衛の中で唯一その起源が明らかではない。和田清はアムール川下流域に居住していたウェジ(兀者、ウジェとも)とオジェートの音写「我着(オジョ)」が類似していることからこれと起源を同じくするという説を出している が、これに対する反論もある。